# Förstagradssläkting
Förstagradssläktingar är en individs närmaste släktingar som i genomsnitt delar hälften av dennas DNA. Till förstagradssläktingar räknas bl.a. biologiska föräldrar, helsyskon och barn.
Information om förstagradssläktingars sjukdomar används inom medicinen för att bedöma risken att en patient drabbas av vissa sjukdomar och för att anpassa diagnostik.
Ytterligare exempel på släktskap som innebär att man delar i genomsnitt hälften av sitt DNA är förälders enäggstvilling och enäggstvillings barn. Två andra möjligheter, vilka emellertid är summan av två släktskap, är halvsyskon som samtidigt är kusiner där de icke gemensamma föräldrarna är enäggstvillingar, samt dubbelkusiner via två par enäggstvillingar.